# Gatusièiras
Gatusièiras (en francès Gatuzières) és un municipi del departament francès del Losera, a la regió d'Occitània.